# Liste der Biografien/Brak
Liste der Biografien |
Portal Biografien |
Personensuche
# |
A |
B |
C |
D |
E |
F |
G |
H |
I |
J |
K |
L |
M |
N |
O |
P |
Q |
R |
S |
T |
U |
V |
W |
X |
Y |
Z |
?
 
Ba |
Be |
Bd |
Bg |
Bh |
Bi |
Bj |
Bl |
Bm |
Bn |
Bo |
Br |
Bs |
Bu |
Bw |
By |
Bz
 
Bra |
Brc |
Brd |
Bre |
Brg |
Bri |
Brj |
Brk |
Brl |
Brn |
Bro |
Brp–Brt |
Bru |
Brv |
Bry |
Brz
 
Braa |
Brab |
Brac |
Brad |
Brae |
Braf |
Brag |
Brah |
Brai |
Braj |
Brak |
Bral |
Bram |
Bran |
Brao |
Braq |
Brar |
Bras |
Brat |
Brau |
Brav |
Braw |
Brax |
Bray |
Braz
Die Liste der Biografien führt alle Personen auf, die in der deutschsprachigen Wikipedia einen Artikel haben. Dieses ist eine Teilliste mit 39 Einträgen von Personen, deren Namen mit den Buchstaben „Brak“ beginnt.

## Brak

### Braka
- Brakalow, Dimitar (1840–1903), bulgarischer Industrieller und Politiker

### Brakc
- Brakchi, Ali (1934–2021), französischer Hochspringer

### Brake
- Brake, Michael (* 1994), neuseeländischer Ruderer
- Brake, Richard (* 1964), britisch-US-amerikanischer Schauspieler
- Brakebusch, Gabriele (* 1954), deutsche Politikerin (CDU), MdL
- Brakebusch, Johann Georg Ludwig (1768–1835), deutscher lutherischer Theologe
- Brakel, Angela van (* 1986), deutsche Fernsehmoderatorin und ReporterinAngela van Brakel (* 1986)

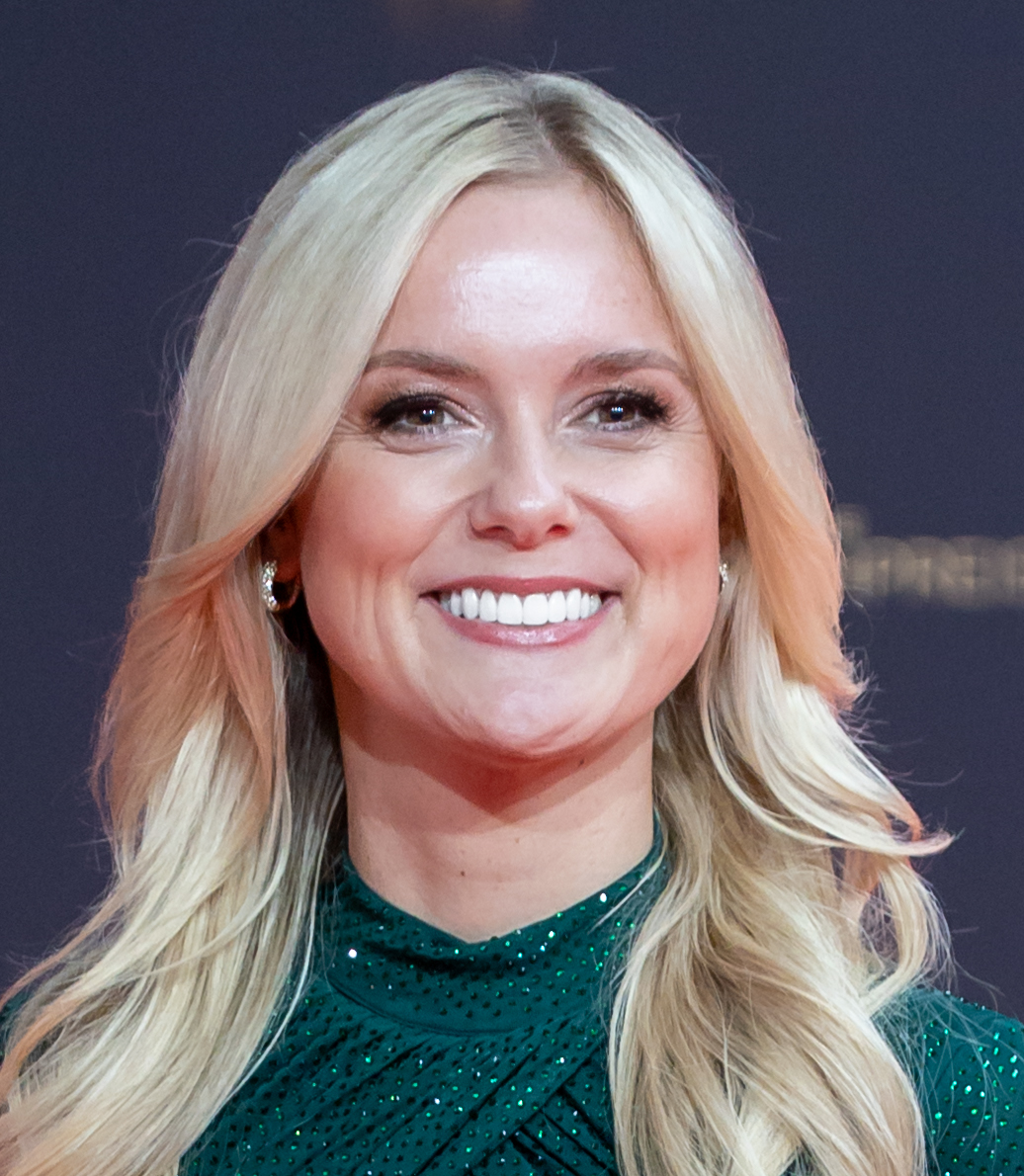
Angela van Brakel (* 1986)

- Brakel, Lode Frank (1940–1981), niederländischer Sprachwissenschaftler
- Brakel, Wilhelmus à (1635–1711), niederländischer reformierter Geistlicher
- Brakelmann, Günter (* 1931), deutscher Theologe, Professor für Systematische Theologie
- Brakelmann, Klaus (* 1948), deutscher Fußballspieler
- Brakelmann, Peter (1958–2011), deutscher Politiker (CDU), MdL
- Brakemeier, Eva-Lotta (* 1976), deutsche Psychologin und Hochschullehrerin für Klinische Psychologie und Psychotherapie an der Universität Greifswald
- Brakemeier, Friedrich (* 1943), deutscher Politiker (SPD), Bürgermeister
- Brakemeier, Gottfried (* 1937), deutsch-brasilianischer lutherischer Theologe
- Braken, Sven (* 1993), niederländischer Fußballspieler
- Bråkenhielm, Anita (* 1937), schwedische Ärztin und Politikerin
- Bråkenhielm, Catharina (* 1956), schwedische Politikerin
- Bråkenhielm, Malvina (1853–1928), schwedische Schriftstellerin
- Brakenhoff, Heinrich Ludwig, deutscher Lehrer, Schuldirektor, Schulbuchautor und -herausgeber sowie Waisenhaus-Inspektor
- Brakensiek, Stefan (* 1956), deutscher Historiker
- Brakensiek, Tanja (* 1969), deutsche Politikerin (CDU), MdL
- Brakenwagen, Eckhard (* 1954), deutscher Fußballspieler (DDR)
- Bräker, Ulrich (* 1735), Schweizer Schriftsteller
- Brakerski, Zvika, israelischer Kryptologe und Informatiker

### Brakh
- Brakhage, Axel (* 1959), deutscher Mikrobiologe
- Brakhage, Stan (1933–2003), US-amerikanischer Regisseur

### Brakk
- Brakke, David (* 1961), US-amerikanischer Kirchenhistoriker
- Brakke, Jaap (* 1947), niederländischer Museumsleiter

### Brakl
- Brakl, Adolf (1856–1930), österreichischer Theaterschauspieler, -intendant, Komiker und Opernsänger (Tenor/Bariton)
- Brakl, C. M., österreichischer Theaterschauspieler, Sänger, Regisseur und Theaterleiter
- Brakl, Franz Josef (1854–1935), österreichischer Opern- und Operettensänger (Tenor), Theaterdirektor und Galerist

### Brakm
- Brakmann, Heinzgerd (* 1944), deutscher katholischer Theologe
- Brakmann, Thomas (* 1974), deutscher Historiker und Archivar

### Brakn
- Brakni, Rachida (* 1977), französische SchauspielerinRachida Brakni (* 1977)

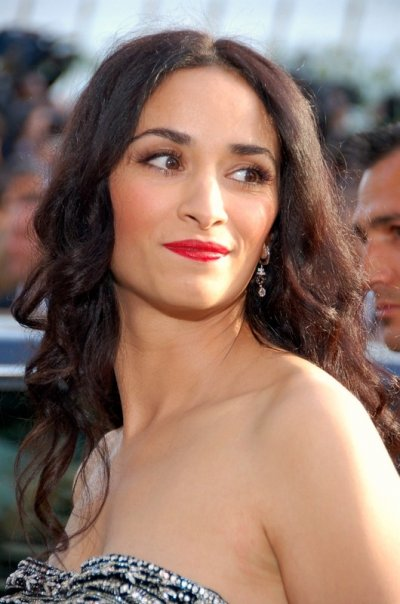
Rachida Brakni (* 1977)

### Brako
- Brakočević, Jovana (* 1988), serbische Volleyballspielerin
- Brakoniecki, Kazimierz (* 1952), polnischer Dichter, Essayist, Übersetzer

### Braks
- Braks, Gerrit (1933–2017), niederländischer Politiker (KVP, CDA), Minister
- Braks, Tõnis (1885–1966), estnischer Journalist, Dramatiker und Kinderbuchautor